# Зразок чесної Білоголової
Зразок чесної Білоголової (пол. Kształt poczciwey Białogłowy) — поетичний твір Яна Протасовича, виданий у Вільнюсі в 1597 році. Присвячений Катерині Ляцькій, дружині Федора Скуміна-Тишкевича та матері Януша Скуміна-Тишкевича.

## Опис
Поет зосереджується на прославленні чеснот «білоголової», малює досконалий приклад тодішньої дами — дружини, матері, коханки; підкріплює власні уявлення висловлюваннями про жінок Соломона, прикладами з цнотливого життя біблійних та античних героїнь (Сара, Рут, Сусанна; Гіпсікратія, Хілоніда, Валерія та ін.).
На звороті титульного аркуша книги — герб Ляцьких та епіграма на ньому, а перед основною частиною твору — вірш-присвята, в якому автор звертається до жінки новогрудського воєводи Катерини, як до своєї «милостивої сестри». Твір починається з алегоричного опису жінки, яка сидить під виноградною лозою у вінку з трав і вручає своєму чоловікові запашну квітку. Примітно, що на цьому словесному портреті немає вказівок на красу жінки; далі, Ян Протасович, також ніде не згадує зовнішню красу серед рис «білоголової». Можливо, Катерина Ляцька не виділялася гарною зовнішністю і автор навмисно не торкався небезпечної теми. Багато поетів того часу прославляли у своїх віршах дівочу красу (Ян Кохановський, Міколай Семп-Шажинський) і навіть такі суворі моралісти, як Міколай Рей і Лукаш Гурницький, вважали красу жінки важливою умовою сімейного щастя. В іншому, погляди Протасовича щодо жінок не відрізнялися від думок інших авторів і фактично ілюстрували стереотипні уявлення епохи.
Каталог жіночих чеснот, складений Протасовичем, не викликав, напевно, ніяких заперечень у читачок того часу, але вже в епоху Просвітництва він навряд чи задовольнив би таких панянок, як Урсулу-Франциску Радзивілл та Саломею Регіну Пілштинову-Русецьку: 1) благочестя; 2) працьовитість; 3) родючість; 4) розсудливість; 5) скромність; 6) доброта; 7) слухняність. Послух означав виконання наказів не тільки чоловіка, а й його батьків. Своєю добротою і смиренністю жінка мала благотворно впливати на свого чоловіка, щоб заспокоїти його раптові напади гніву.
Серед чеснот, перелічених у творі, ми не знайдемо таких, як мужність, стійкість, любов до Вітчизни — як правило, чоловічих, на думку автора. Однак, згадуючи давніх героїнь — Девору, Гіпсікратію, які прославилися своїми військовими подвигами, Ян Протасович відзначає їх мудрість, мужність, спритність. Але, наприклад, Юдіт для нього — насамперед втілення благочестя, праведності та аскетизму, а не любові до Вітчизни, мужності та хоробрості.
У рядках присвячених Юдіт, немає жодного слова про її знаменитий подвиг — вбивство вавилонського полководця Олоферна, читач ніколи не дізнається, як і від кого безкорислива героїня «увесь люд з містом звільнила». Ян Протасович трактує образ Юдіт зовсім інакше, ніж Франциск Скорина у своїй знаменитій передмові до «Книги про Юдіт»; для білоруського першодрукаря і гуманіста, Юдіт була втіленням патріотизму, мужності та самопожертви.
У білоруській літературі XVI—XVII ст. не так багато творів, присвячених жінкам, тому поетичний трактат Яна Протасовича має особливе значення, як джерело інформації про уявлення цієї епохи про жінок.